# Війна в хмарочосі
Війна в хмарочосі (англ. The Last Hour) — американський бойовик 1991 року.

## Сюжет
Дружину біржового маклера, а нині мільйонера Еріка Дрейка, мафія взяла в заручниці, тому що Ерік украв у них величезну суму грошей. Мафія вимогає чоловіка платити гроші назад. Поліцейський детектив, колишній чоловік заручниці, береться врятувати свою колишню дружину від викрадачив, які ховаються в хмарочосі.

## У ролях
- Майкл Паре — Джефф
- Шеннон Твід — Сьюзан
- Боббі Ді Чікко — Ломбарді
- Роберт Пуччі — Ерік
- Джордж Кайл — Петреллі
- Денні Трехо — Спайдер
- Роберт Міано — Френкі
- Рей Холлітт — Адлер
- Ентоні Джіойа — Саллі
- Томас Нельсон Вебб — Хаскел